# San Lorenzo, Kalifornien
San Lorenzo är en ort (CDP) i Alameda County, i delstaten Kalifornien, USA. Enligt United States Census Bureau har orten en folkmängd på 23 452 invånare (2010) och en landarea på 7,2 km².